# Katarzyna Tworek
Katarzyna Beata Tworek, wcześniej Bryja – polska badaczka, dziekan Wydziału Zarządzania Politechniki Wrocławskiej (2021–2024).

## Życiorys
W 2009 ukończyła studia z zarządzania i marketingu na Wydziale Informatyki i Zarządzania Politechniki Wrocławskiej na specjalności technologie informacyjne w zarządzaniu. W 2014 roku obroniła rozprawę doktorką pt.: Wpływ technologii informacyjnych na struktury organizacyjne przedsiębiorstw, której promotorami byli dr hab. inż. Janusz Martan oraz prof. dr hab. inż. Marian Hopej. W 2016 habilitowała się na podstawie monografii „Aligning IT with business”. W 2025 otrzymała tytuł profesora nauk społecznych w dyscyplinie nauki o zarządzaniu i jakości. 
Pełniła bądź pełni szereg funkcji na Politechnice Wrocławskiej, w tym pierwszej dziekan Wydziału Zarządzania. 